# Globulina
La globulina és una esferoproteïna o proteïna globular, component del plasma sanguini.Hi ha tres grups principals: globulines alfa 1 i 2, globulines beta i globulines èpsilon
Algunes de les següents globulines es classifiquen com a «reactiu de fase aguda». Això vol dir que són proteïnes que augmenten o disminueixen la seva concentració en el plasma, a partir dels processos inflamatoris o infecciosos. I que serveixen per determinar certes patologies.

## Globulines alfa 1
- L'alfa 1 o antitripsina: És l'encarregada de controlar l'acció dels enzims lisosomals. És reactiu de fase aguda.
- La TBG: S'encarrega de fixar l'hormona tiroidal. Transportadora de la T3 i la T4.
- L'alfa 1 glucoproteïna àcida: També coneguda com a orosomucoide, és un reactiu de fase aguda sintetitzada en el fetge com a resposta a la inflamació i dany del teixit.
- La RBP: És l'hormona fixador de retinol, la qual transporta vitamina "A". Normalment s'associa a la prealbúmina.

## Globulines alfa 2
- La macroglobulina (alfa 2): La funció primordial d'aquesta és neutralitzar els enzims proteolítics.
- L'haptoglobina: És l'encarregada de fixar l'hemoglobina plasmàtica dels eritròcits, i la transporta al fetge perquè no s'excreti per l'orina.
- La ceruloplasmina: Transporta i fixa el 90 % del coure sèric.
- L'eritropoetina: Sintetitzada en el ronyó davant una hipoxèmia, és la responsable de la formació d'eritròcits i plaquetes.

## Globulines beta
- L'hemopexina fixa i transporta el grup hemo de l'hemoglobina (Hb) cap al fetge.
- La transferrina yransporta ferro de l'intestí a dipòsits de ferritina en diferents teixits, i d'allà a on siguin necessaris. És un reactiu de fase aguda.
- El complex C3 del complement: Són proteïnes sèriques que actuen en immunitat inespecífica, provocant la lisi de diferents bacteris.

## Globulines gamma
Corresponen a les immunoglobulines sèriques o anticossos (IgA, IgE, IgG, IgM i IgD).